# Gilsoddeum
Pour plus de détails, voir Fiche technique et Distribution.
Gilsoddeum (길소뜸) est un film sud-coréen réalisé par Im Kwon-taek, sorti en 1986.

## Synopsis
En 1983, Hwa-young décide de rechercher son fils dont elle a été séparée après la guerre de Corée. Dans le village de Gilsoddeum, elle était tombée amoureuse de Dong-jin et avait eu un enfant de lui avant que la guerre n'éclate. Les retrouvailles espérées seront difficiles.

## Fiche technique
- Titre français : Gilsoddeum[1]
- Titre original : 길소뜸
- Réalisation : Im Kwon-taek
- Scénario : Song Kil-han
- Pays d'origine : Corée du Sud
- Format : Couleurs - 35 mm - Mono
- Genre : drame
- Durée : 105 minutes
- Date de sortie : 1986

## Distribution
- Kim Ji-mee : Hwa-yong
- Shin Sung-il : Dong-jin
- Han Ji-il : Seok-chul
- Kim Ji-yeong
- Lee Sang-a